# Britanska prekomorska područja
Britanska prekomorska područja (službeni puni naziv: Prekomorska područja, o čijim međunarodnim interesima brine Ujedinjeno Kraljevstvo Velike Britanije i Sjeverne Irske; raniji naziv je bio krunske kolonije) je zajednički naziv za posjede Ujedinjenog kraljevstva izvan Europe. 
To su:
- Angvila
- Bermudi
- Britanski Djevičanski otoci
- Britanski Antarktički teritorij
- Falklandski otoci (Malvinski otoci)
- Gibraltar (iako je na europskom kontinentu)
- Kajmanski otoci
- Montserrat
- Pitcairn
- Sveta Helena (uključuje Otok Ascension i Tristan da Cunha)
- Južna Georgia i otočje Južni Sandwich
- Britanski indijskooceanski teritoriji (Otoci Chagos)
- Otoci Turks i Caicos